# Alex Agius Saliba

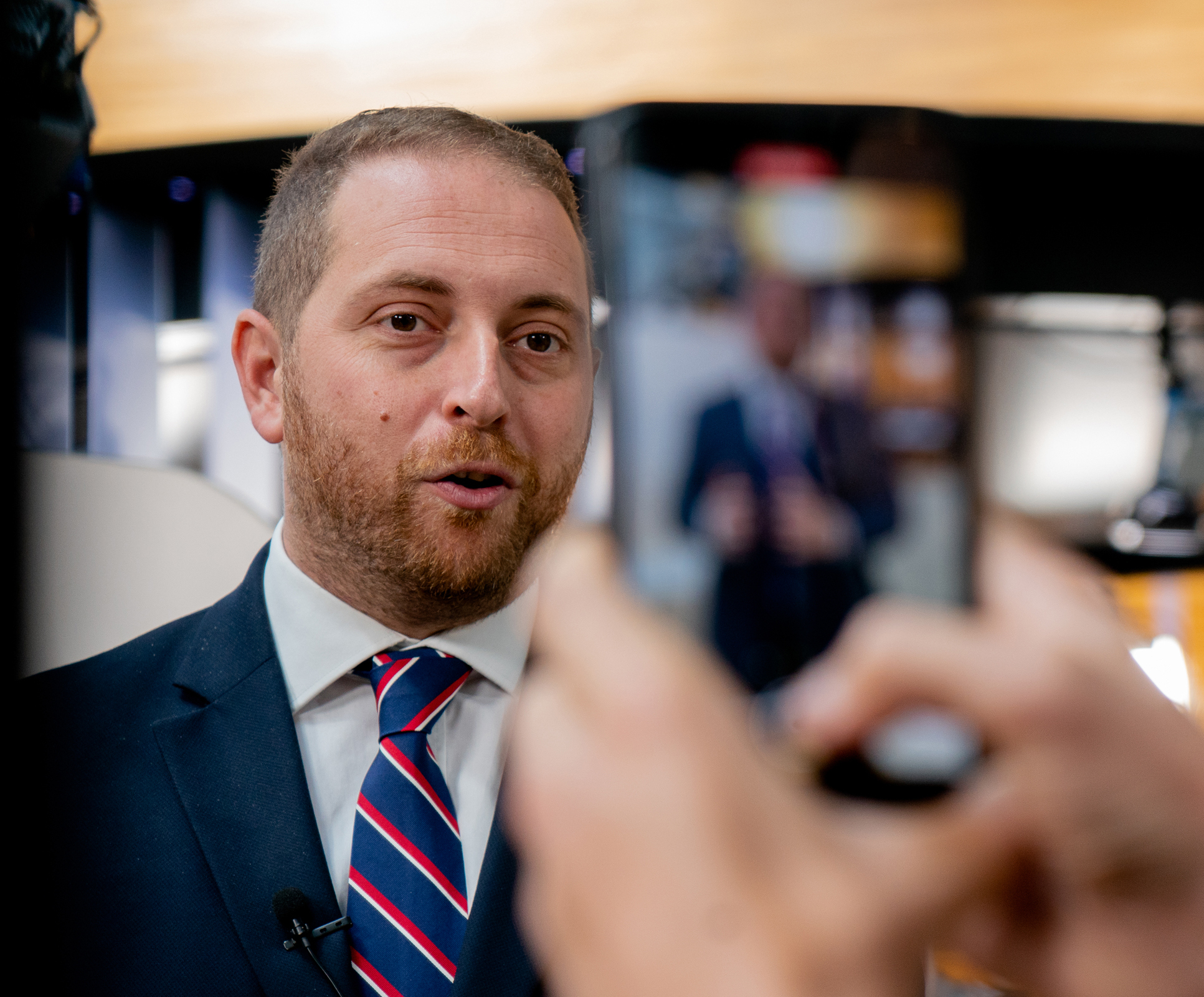
Alex Agius Saliba (2022)

Alex Agius Saliba (* 31. Januar 1989 in Pieta, Malta) ist ein maltesischer Jurist und Politiker (Partit Laburista).

## Leben
Alex Agius Saliba engagierte sich bereits im Studium politisch. Von 2008 bis 2013 war er journalistisch tätig. Anschließend war er Rechtsberater verschiedener maltesischer Ministerien. Bei der Europawahl 2019 erhielt Agius Saliba ein Mandat im Europaparlament. Dort gehört er der Fraktion der Progressiven Allianz der Sozialdemokraten im Europäischen Parlament an. In der Legislaturperiode 2019–2024 vertrat er seine Fraktion im Ausschuss für Binnenmarkt und Verbraucherschutz und im Petitionsausschuss. Er ist in der 9. Legislaturperiode Mitglied im Ausschuss für Binnenmarkt und Verbraucherschutz sowie stellvertretendes Mitglied im Ausschuss für Beschäftigung und soziale Angelegenheiten, im Ausschuss für bürgerliche Freiheiten, Justiz und Inneres und im Petitionsausschuss. Zudem wurde er zum stellvertretenden Vorsitzenden seiner Fraktion gewählt. Er ist außerdem Mitglied der Delegation in der Parlamentarischen Versammlung Europa-Lateinamerika sowie stellvertretendes Mitglied der Delegationen für die Beziehungen zu Palästina und zu den Ländern des Mercosur.